# هانس-یورگن والبرشت
هانس-یورگن والبرشت (آلمانی: Hans-Jürgen Wallbrecht؛ ۸ اوت ۱۹۴۳ – ۷ دسامبر ۱۹۷۰) قایقران روئینگ اهل آلمان بود.
وی در مسابقات کشوری و بین‌المللی در مجموع برندهٔ ۴ مدال طلا، ۱ مدال نقره شده‌است.